# اد استاپارد
اد استاپارد (انگلیسی: Ed Stoppard؛ زادهٔ ۱۶ سپتامبر ۱۹۷۴) بازیگر اهل بریتانیا است که پسرِ تام استاپارد است.
از فیلم‌ها یا برنامه‌های تلویزیونی که وی در آن نقش داشته‌است، می‌توان به پیانیست، فراری، جوانی، وقایع‌نگاری فرانکنشتاین، شاهدخت و قطعات فراری اشاره کرد.